# Alvin a Chipmunkové 2
Alvin a Chipmunkové 2 je pokračování amerického animovaného filmu Alvin a Chipmunkové.

## Děj
Ze tří neobyčejných Chipmunků se stanou hvězdy. Účinkují na jednom z charitativních koncertů, kde se Dave zraní a musí zůstat v nemocnici. O Chipmunky se tedy musí starat teta Jackie a její vnuk Toby, ale i teta Jackie se na letišti zraní, takže starání o tři neposedné Chipmunky zůstane na Tobym. Chipmunky čeká první den ve škole, kdy se seznámí s třemi Chipettkami, které mají stejné schopnosti jako oni.

### Chipmunkové a Chipettky
Chipmunkové [čipmankové] jsou tři veverky (Alvin, Simon [Sajmon] a Theodor [Teodor]), kteří kromě toho že umí mluvit tak umí i zpívat. Vypadají stejně jako běžné veverky.
V tomto díle se k nim přidají také Chipettky [čipetky], které mají stejné schopnosti jako Chipmunkové, ale jsou to tři dívky (Brittany [britny], Jeanette [džanet] a Eleanor)